# Timan-Petsjora
Timan-Petsjora is een aardolieregio in Noord-Rusland (Nenetsië) ten zuiden van de Petsjorazee.
Het gebied heeft de vorm van een driehoek met de platte kant in het noorden. Ten oosten wordt het begrensd door de Oeral, ten westen door de Timan bergkam en in het noorden door de Petsjorazee. Het is maximaal 700 kilometer breed en van noord naar zuid meet het circa 1.050 kilometer. Het beslaat een oppervlakte van circa 450.000 km2 ofwel 12x Nederland, waarvan driekwart op het land is gelegen. Het grootste deel van de regio valt bestuurlijk onder de Komi deelrepubliek, maar de belangrijkste nieuwe velden liggen in Nenetsië.
Het gebied is rijk aan olie- en gasvoorkomens. De totale winbare reserves worden geschat op 20 miljard vaten olie-equivalent, waarvan 66% olie en de rest aardgas.
De aanwezigheid van olie is al eeuwen bekend, in 1595 werd al melding gemaakt van olie nabij Oechta, in het uiterste zuidwesten van de Timan-Petsjora regio. Tussen 1869 en 1917 werden al 30 bronnen, op geringe diepte, aangeboord, maar deze waren economisch niet interessant. Het eerste commerciële olieveld - Chib'yu - werd in 1930 aangeboord en het eerste gasveld - Sed'jol - in 1935. Na de Tweede Wereldoorlog namen de activiteiten sterk toe en tot 1995 waren al zo’n 4.000 boorputten geslagen. De booractiviteiten verplaatsten zich in de loop der tijd van het zuidwesten in de richting van het noordoosten. Bij de poolcirkel, waar in deze regio ook de grens van de permafrost ligt, staakten de activiteiten.
Midden jaren 90 kwamen er plannen voor het intensiveren van de winning van aardolie en aardgas en deze werden goedgekeurd door de Amerikaanse en Russische overheden. Nieuwe velden werden met name verwacht in het hoge noorden van de regio, boven de poolcirkel, en de Amerikanen hadden bij het Prudhoe Bay-veld in Alaska ervaring opgedaan met het werken in dit soort moeilijk toegankelijke gebieden. In 2005 waren 230 velden in productie.
Op 29 september 2004 gaven ConocoPhillips en LUKoil aan samen olievelden te willen gaan exploiteren.
Naast LUKoil is aardoliemaatschappij ook Rosneft actief in het veld. De sterke stijging van de LUKoil productie na 2007 is vooral het gevolg van het nieuwe olieveld Yuzhnaya Khylchuya; in 2008 kwam dit veld in gebruik en produceerde in 2009 bijna 7 miljoen ton olie. Dit niveau werd gehandhaafd in 2010, maar in 2011 halveerde de productie tot 3,3 miljoen ton. Rosneft heeft de oliebelangen in de regio gegroepeerd in Severnaya Neft en in Polar Lights een joint venture met ConocoPhillips. In de onderstaande figuur een overzicht van de productie van LUKoil en Rosneft in de regio vanaf 2002.
| x 1000 ton | 2002  | 2003   | 2004   | 2005   | 2006   | 2007   | 2008   | 2009   | 2010   | 2011   |
| ---------- | ----- | ------ | ------ | ------ | ------ | ------ | ------ | ------ | ------ | ------ |
| LUKoil     | 8.986 | 10.199 | 11.732 | 12.476 | 13.601 | 14.576 | 16.685 | 21.662 | 21.175 | 17.547 |
| Rosneft    |       |        |        | 5.500  | 6.200  | 6.200  | 5.900  | 5.200  | 4.400  | 3.900  |

Voor het transport van de olie uit de regio heeft Transneft een pijpleiding aangelegd, onderdeel van het Baltisch Pijpleidingsysteem, en in het noorden bij de Petsjorazee heeft LUKoil een olieterminal aangelegd. De olie wordt aldaar op het vasteland bij Varandej in tanks opgeslagen om vandaar 22 kilometer onder zee naar een kunstmatig eiland verpompt te worden. Bij de Varandej olieterminal komen speciale tankers de olie ophalen en vervoeren deze naar Moermansk, een afstand van ruim 1.000 kilometer. Drie tankers van 70.000 ton, zoals de Timofey Guzhenko van rederij Sovcomflot, onderhouden deze veerdienst.